# Grupo Yoli
Grupo Yoli es una empresa refresquera mexicana que se ubica mayoritariamente en el estado de Guerrero, esta primordialmente dedicada a producir bebidas gaseosas. Fue creada por Manuel Castrejón Gómez en 1918 en Taxco, Guerrero en donde su primer producto fue "La Vencedora", que después se denominó como Yoli.

## Historia
Durante 1918 fue creada la empresa Grupo Yoli por Manuel Castrejón Gómez en la ciudad de Taxco, Guerrero.
Posteriormente, en 1925 se expande a la ciudad de Iguala y en 1944 se crea el primer centro de distribución en esa misma ciudad. En 1933 La Vencedora cambia su nombre por Yoli.
En 1950 se crea la primera planta productora de Yoli en la ciudad de Acapulco. En 1981 se crea la segunda planta productora en Acapulco.
A finales de la década del 2000 Grupo Yoli es reconocida por la SEMARNAT por ser la primera cadena productiva certificada con el distintivo de Industria Limpia.
Hasta el año de 2013 se fusiona con la empresa Coca-Cola FEMSA.

## Función
El principal objetivo de la embotelladora mexicana, Grupo Yoli es producir y comercializar bebidas de las cuales sus marcas son franquiciadas por el grupo The Coca-Cola Company en el Estado de Guerrero, Esta empresa se ha destacado por ser una de las mejores en el estado de Guerrero. Destaca en Latinoamérica como una de las mejores empresas a nivel de integración y uso de sus sistemas de información.

## Cadena de servicios
Actualmente tiene 2 embotelladoras las cuales se encuentran en las ciudades de Acapulco e Iguala. Además en la ciudad de Acapulco cuenta con una empresa de impresión y un corporativo.
Esta empresa se ha expandido a casi todo el Estado de Guerrero y algunas partes de la República Mexicana.